# 曾我廼家八十吉
曾我廼家 八十吉（そがのや やそきち、1956年3月21日 - ）は、京都府出身の喜劇俳優。日本の喜劇王・藤山寛美の弟子。松竹株式会社関西演劇部新生松竹新喜劇、NPO法人大阪人情喜劇の会所属。

## 人物
舞台一筋で、松竹新喜劇公演では大阪松竹座、南座、新橋演舞場等全国の劇場で活躍。師藤山寛美の誠実な演技を基本に幅広い芸域を持っている。

## 略歴
- 1976年（昭和51年） - 松竹新喜劇に入団。
- 1982年（昭和57年） - 曾我廼家八十吉を襲名。
- 1991年（平成3年） - 新生松竹新喜劇旗揚げに参加。
- 1997年（平成9年） - 大阪人情喜劇の会旗揚げに参加。
- 2005年（平成17年） - 文化庁芸術祭優秀賞を劇団として「お祭り提灯」で受賞。主演の徳兵衛を演じる。

## 出演

### テレビドラマ
- だんだん (2008-2009年、NHK連続テレビ小説) - 田中彦四郎 役
- 不毛地帯 (2009-2010年、フジテレビ) - 秋津紀次 役
- 夏子と天才詐欺師たち（2010年8月14日、ABC） - 小倉支店長 役
- ごちそうさん (2013-2014年、NHK連続テレビ小説） ‐ 新条助役 役
- あさが来た (2015-2016年、NHK連続テレビ小説） ‐ 工藤徳右衞門 役
- 伝七捕物帳（2016年） ‐ 井崎屋忠右衛門 役
- 月曜名作劇場 「みなと署落とし物係 秘密捜査官 危険な二人」（2017年） ‐ 沼田大祐 役
- まんぷく (2018-2019年、NHK連続テレビ小説） ‐ 医師・斎藤大介 役
- おちょやん (2021年、NHK連続テレビ小説） ‐ 酒井光一 役
- 遺留捜査 Season7（2022年） - 井野脇治和 役

### ラジオドラマ
- FMシアター（NHK-FM）
  - 『オーバーライト』（2025年2月22日）[1] - 父・アカギヒロミツ 役